# Maître des Portraits princiers
Maître des Portraits princiers est le nom de convention d'un maître anonyme actif à Bruxelles à la fin du XVe siècle. Il pourrait s'agir de Jean Beugier d'Amiens, dont la carrière est documentée entre 1468 et 1505.

## Historiographie et hypothèses d'identification

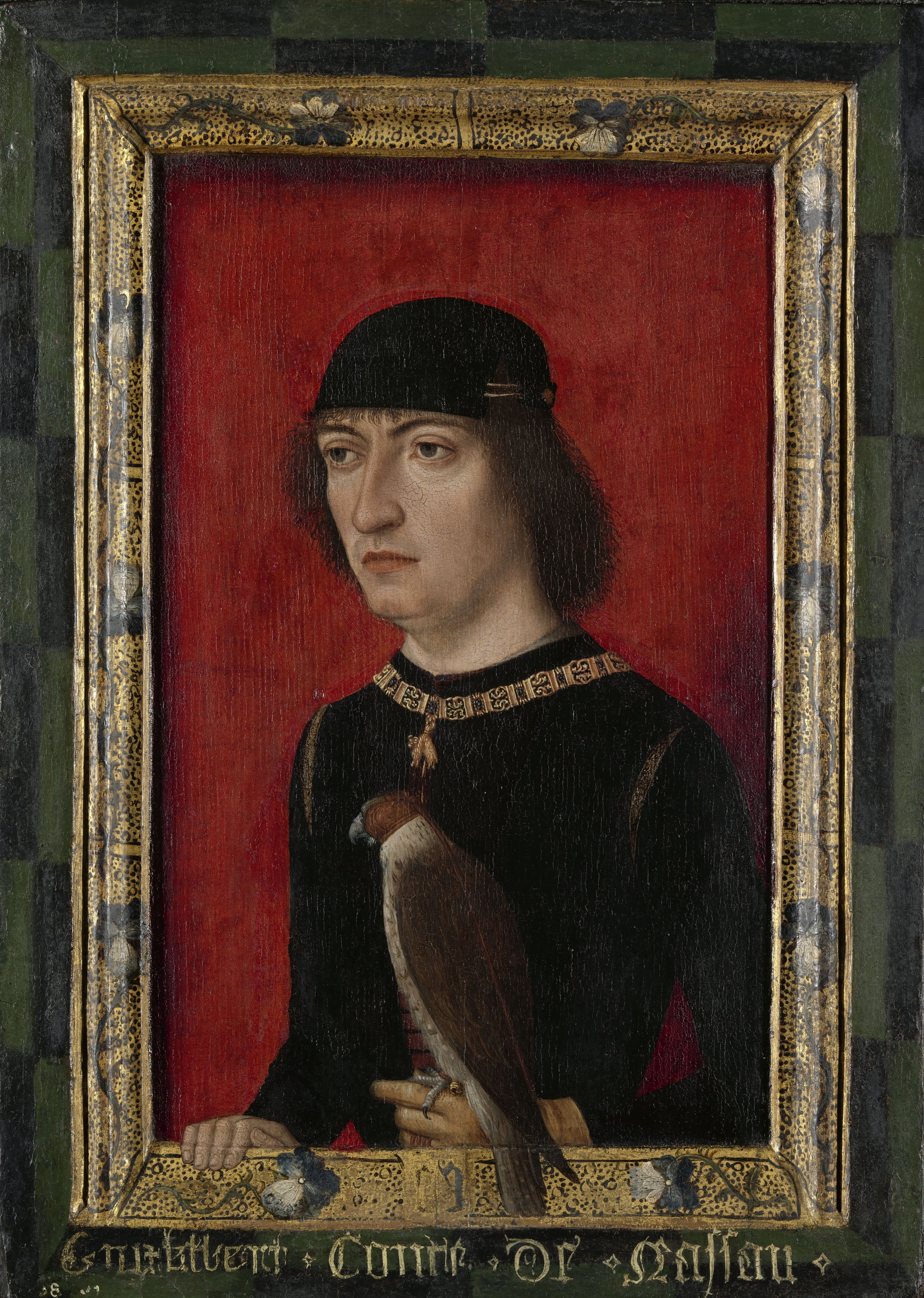
Portrait d'Engelbert II de Nassau, 1487, Rijksmuseum Amsterdam.

En 1926, Max J. Friedländer a proposé le nom de convention du « Maître des Portraits princiers » (Meister des Fürstenporträts) sur la base du rapprochement stylistique de trois petits portraits d'homme : celui d'Engelbert II de Nassau (Rijksmuseum Amsterdam), qui porte la date de 1487, celui d’un jeune homme de la famille Fonseca (Rotterdam, Musée Boijmans Van Beuningen) et celui de Jan Bossaert (collection particulière).
Par la suite, plusieurs historiens de l'art ont enrichi ce corpus. En 2005, Aurore Carlier a notamment attribué à ce petit maître anonyme un ensemble de tableaux jusqu'alors considérés comme des œuvres de jeunesse du Maître de la Légende de sainte Marie-Madeleine. Une décennie plus tôt, Catheline Périer-D’Ieteren a également confirmé l'attribution au maître des Noces de Cana peintes dans la première moitié des années 1490 sur la face du panneau dextre du Triptyque des Miracles du Christ (Melbourne, Musée national du Victoria), qui comporte des portraits princiers ainsi qu'un autoportrait présumé.
Plusieurs hypothèses d'identification ont été proposées par les historiens de l'art qui ont avancé les noms de Liévin van Lathem, de Pieter ou de Jan van Coninxloo, ou encore de Bernard van der Stockt, fils de Vrancke van der Stockt. Selon les travaux de Stéphanie Deprouw-Augustin, il s’agirait plutôt de l’Amiénois Jean (ou Jehan) Beugier.
Jean Beugier, documenté à Amiens jusqu'en 1505, a travaillé sous la direction du maître bruxellois Vrancke van der Stockt en 1468, à l'occasion de la réalisation des décors des fêtes nuptiales de Charles le Téméraire et de Marguerite d'York à Bruges. Or, l'une des œuvres attribuées au Maître des Portraits princiers est précisément un portrait de Marguerite d'York conservé au Musée du Louvre et comportant le monogramme « IB » qui pourrait correspondre à « Iehan Beugier ».
Stéphanie Deprouw-Augustin rejette l'identification de Beugier au Maître de Rambures, qui avait été proposée par Marc Gil. En effet, ce miniaturiste picard était déjà actif en 1454, soit quatorze ans avant l'apparition de « Jennin Bughier » dans le document qui présente celui-ci comme un simple assistant voire un apprenti de Van der Stockt, donc plutôt un jeune homme né autour de 1450. Le Maître de Rambures appartiendrait donc davantage à la génération du père de Jean Beugier, Pierre Beugier, documenté à Amiens à partir de 1459-1460, est mort dans cette ville en 1479.

## Galerie

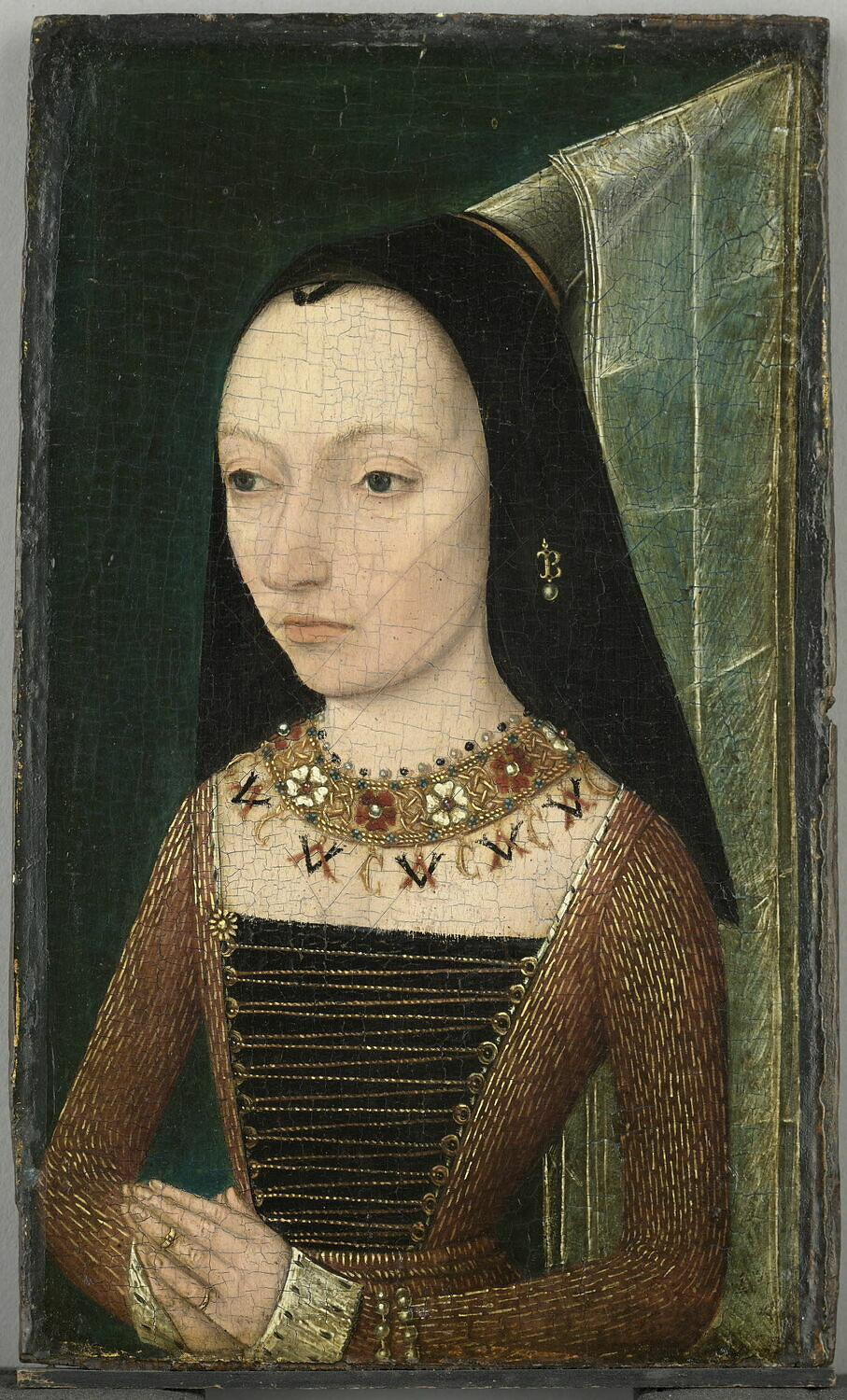
Portrait de Marguerite d'York, vers 1468-1470, Paris, Musée du Louvre.
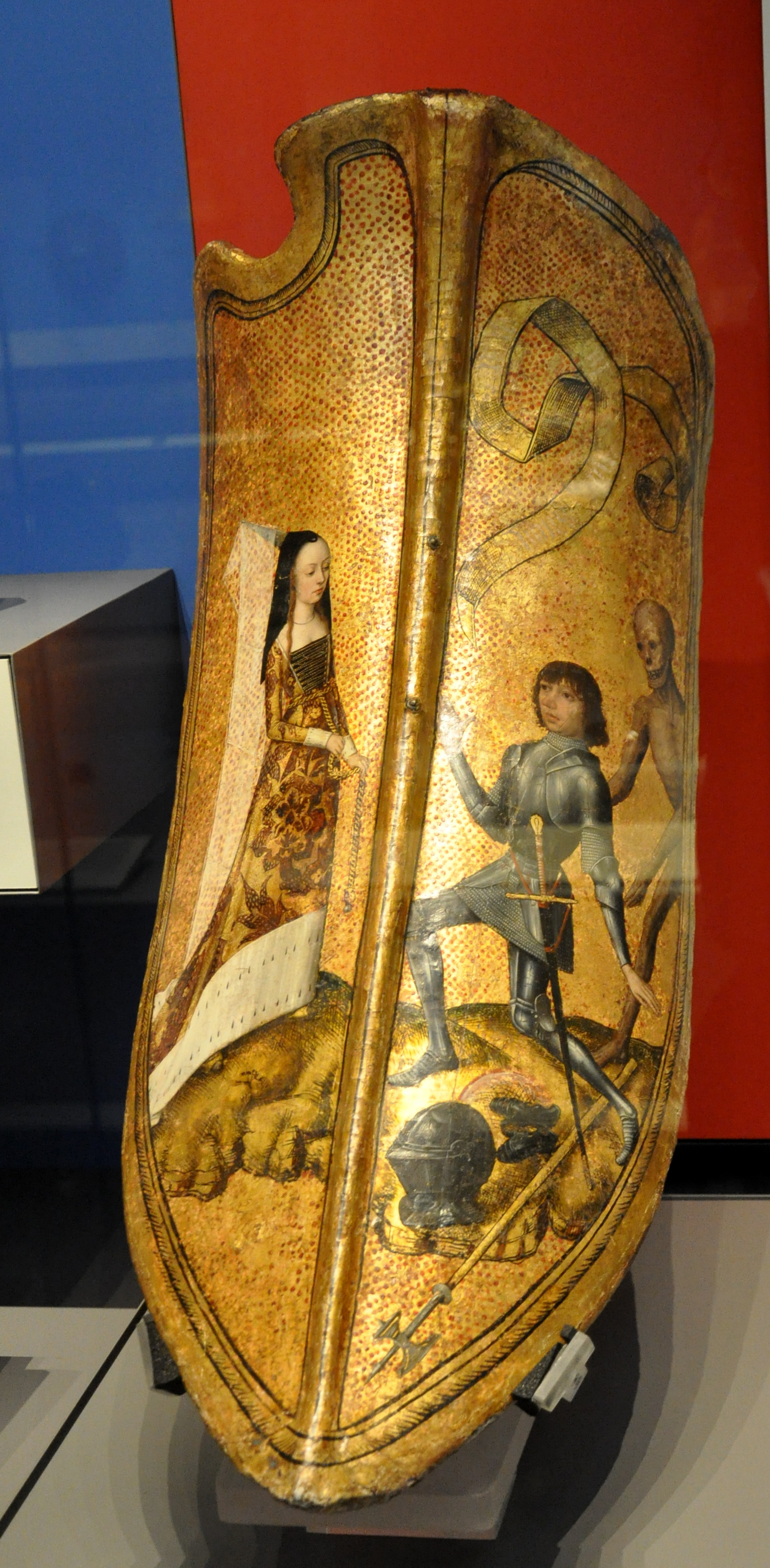
Bouclier de parade, vers 1470-1490, Londres, British Museum.
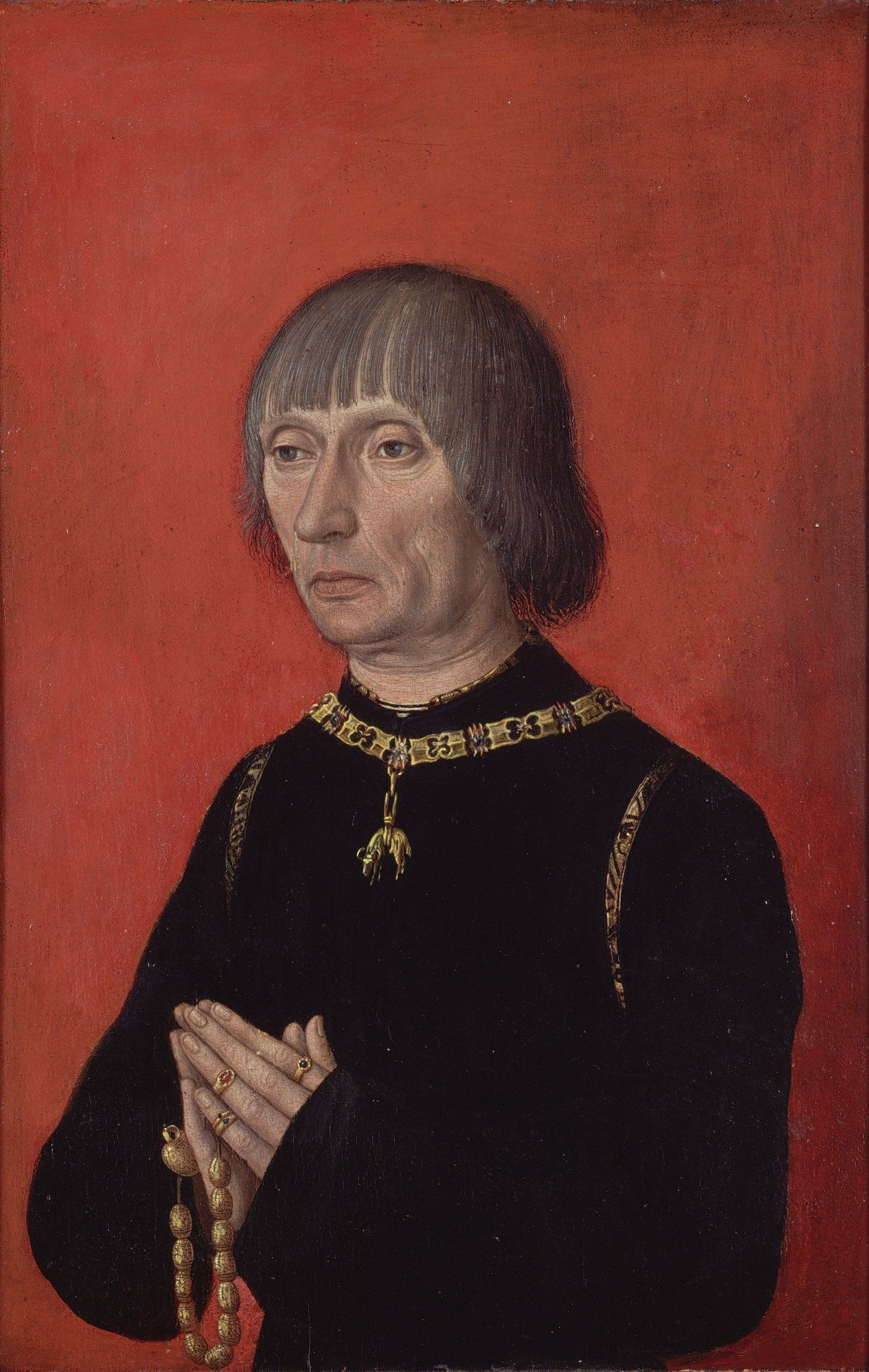
Portrait de Louis de Gruuthuse, vers 1472-1482, Bruges, Musée Gruuthuse.
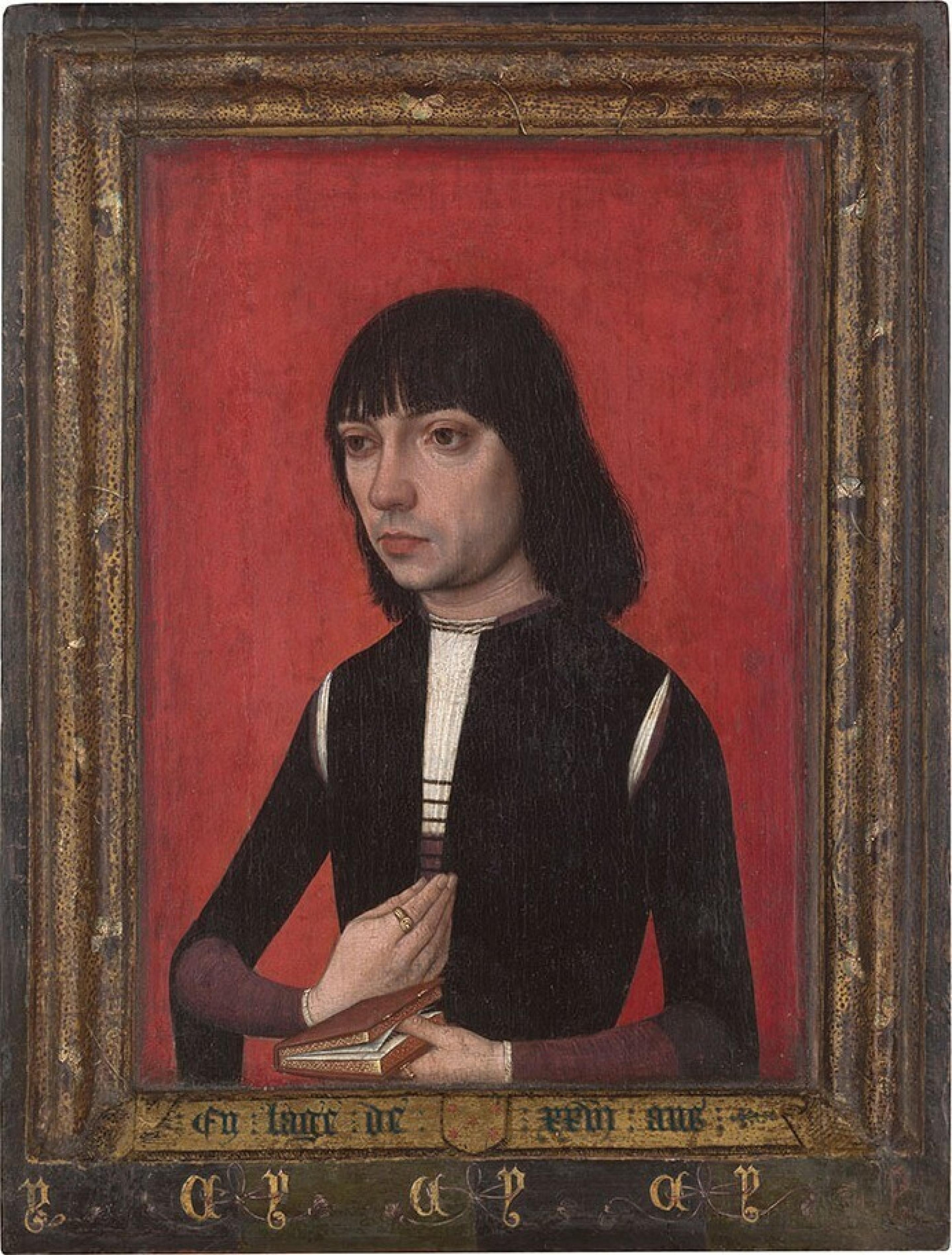
Portrait d’un jeune homme de la famille Fonseca, vers 1487-90, Rotterdam, Musée Boijmans Van Beuningen.
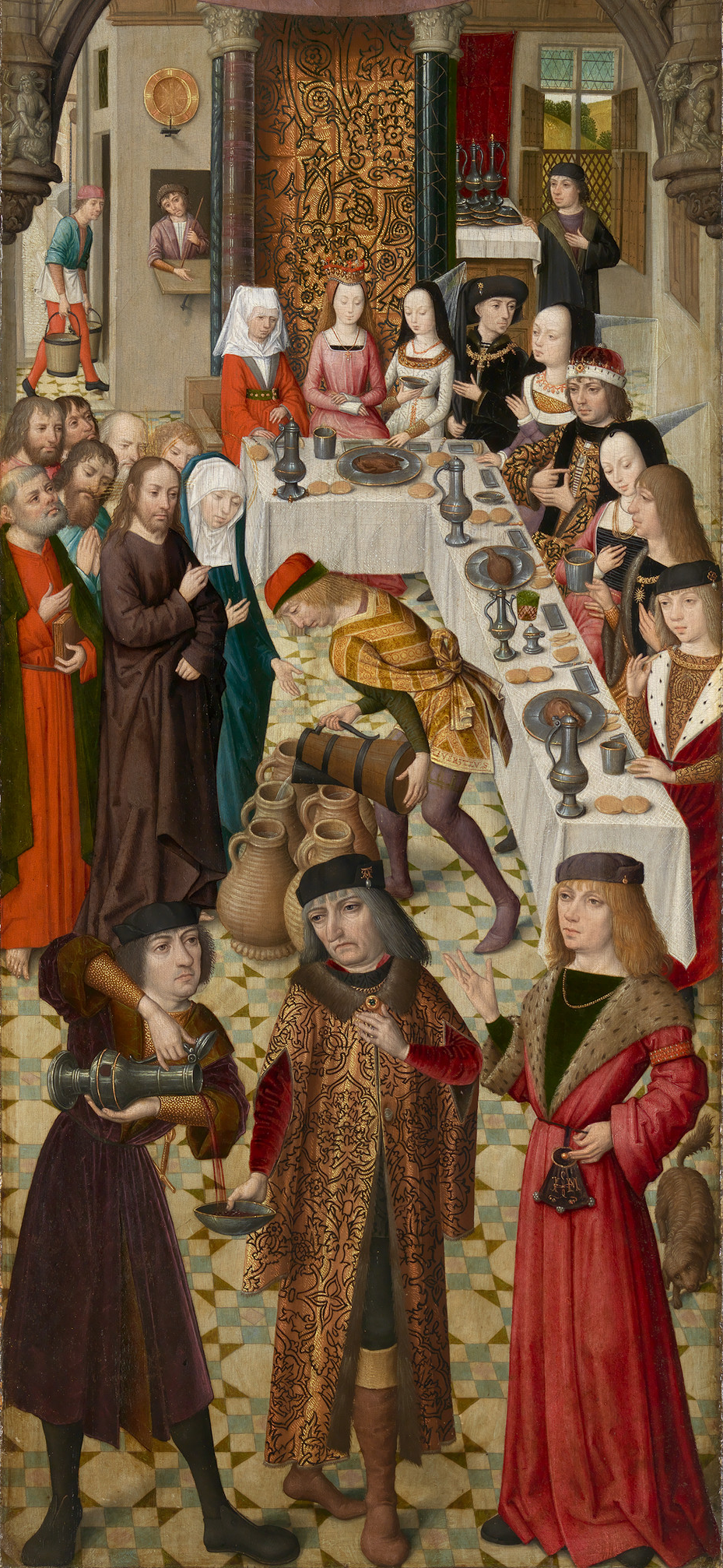
Les Noces de Cana (détail), vers 1491-1496, Melbourne, Musée national du Victoria.
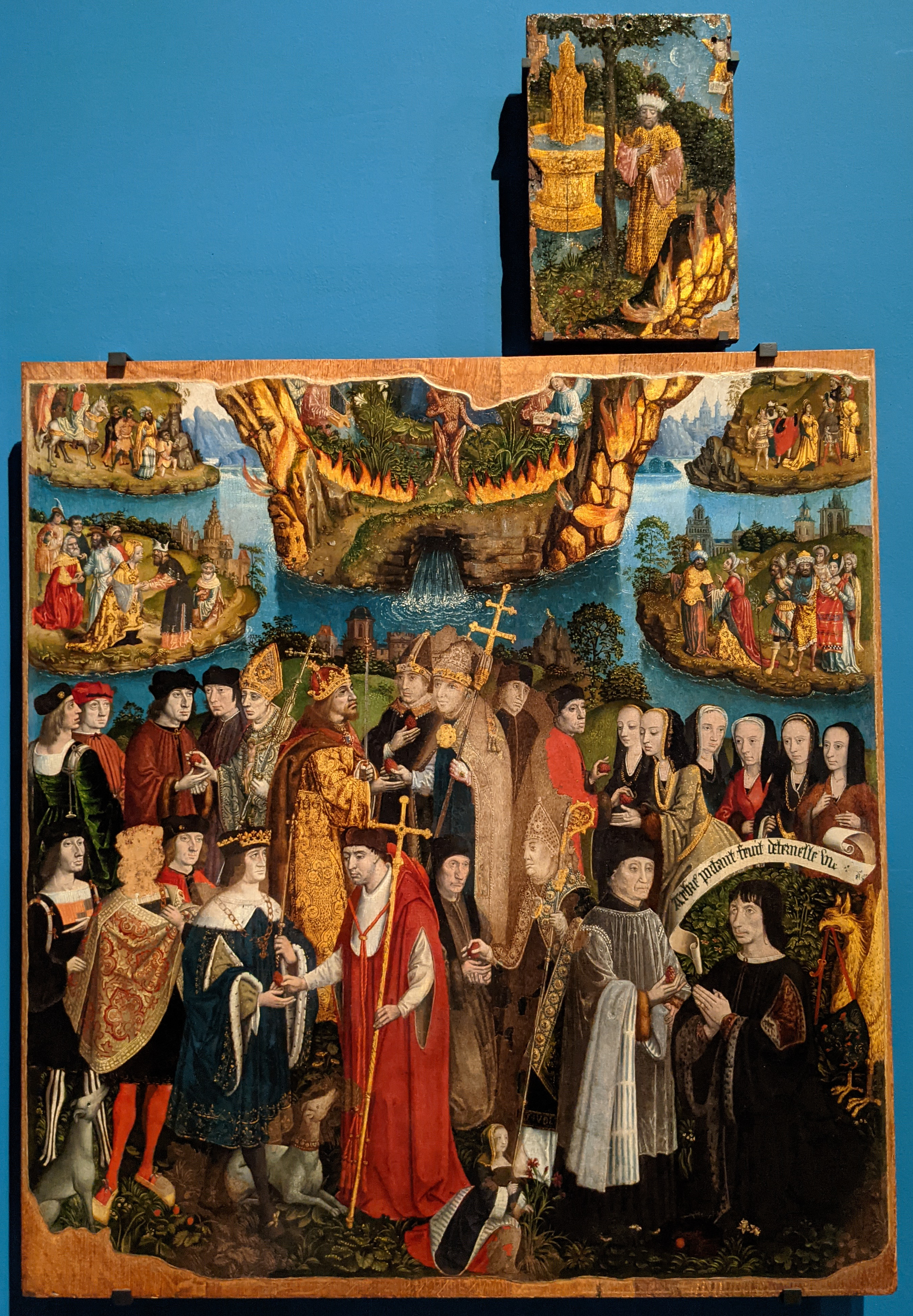
Arbre portant fruit d’éternelle vie (Puy de 1499), 1500, Amiens, Musée de Picardie.